# Manuel Maldonado
Pour les articles homonymes, voir Maldonado.
Manuel Maldonado, né le 5 octobre 1999 à Maracay, est un pilote automobile vénézuelien. Il est le cousin de l'ancien pilote de Formule 1 Pastor Maldonado.

## Résultats en compétition automobile
| Saison    | Championnat                                 | Écurie            | Courses | Victoires | Pole positions | Meilleurs tours | Podiums | Points | Classement |
| --------- | ------------------------------------------- | ----------------- | ------- | --------- | -------------- | --------------- | ------- | ------ | ---------- |
| 2016      | Championnat d'Italie de Formule 4           | Cram Motorsport   | 20      | 0         | 0              | 0               | 0       | 0      | 36e        |
| 2016–2017 | MRF Challenge                               | MRF Racing        | 16      | 0         | 0              | 0               | 0       | 20     | 14e        |
| 2017      | Championnat de Grande-Bretagne de Formule 3 | Fortec Motorsport | 16      | 0         | 0              | 0               | 0       | 20     | 14e        |
| 2017–2018 | MRF Challenge                               | MRF Racing        | 15      | 0         | 0              | 0               | 0       | 39     | 11e        |
| 2018      | Championnat de Grande-Bretagne de Formule 3 | Fortec Motorsport | 23      | 2         | 0              | 0               | 2       | 292    | 7e         |
| 2019      | Championnat de Grande-Bretagne de Formule 3 | Fortec Motorsport | 24      | 1         | 0              | 1               | 5       | 348    | 6e         |
| 2019      | Euroformula Open                            | Fortec Motorsport | 2       | 0         | 0              | 0               | 0       | 0      | 24e        |
| 2020      | Euroformula Open                            | Team Motopark     | 18      | 0         | 0              | 0               | 4       | 153    | 4e         |
| 2021      | European Le Mans Series                     | United Autosports | 5       | 0         | 0              | 0               | 1       | 28,5   | 12e        |
| 2021      | Asian Le Mans Series                        | United Autosports | 4       | 3         | 1              | 1               | 3       | 78     | Champion   |
| 2022      | Asian Le Mans Series                        | Garage 59         | 4       | 0         | 0              | 0               | 0       | 2      | 15e        |
| 2023      | European Le Mans Series                     | Panis Racing      | 6       | 0         | 0              | 0               | 4       | 86     | 3e         |